# Яблоновский (Адыгея)
Яблоно́вский (адыг. Кощхьабл/Яблоновскэр) — посёлок городского типа в Тахтамукайском районе Республики Адыгея России. Административный центр Яблоновского городского поселения. Город с 29 ноября 2001 года по 31 декабря 2002 год.
Второй по численности населения (после Майкопа) населённый пункт Адыгеи. По данным Всероссийской переписи населения 2020 года, по численности населения является крупнейшим населённым пунктом Российской Федерации, не имеющим статус города.

## География
Расположен на левом берегу реки Кубани, напротив города Краснодара. Имеются автомобильный двухполосный и новый четырёхполосный (Яблоновский), автомобильный четырёхполосный (Тургеневский) и железнодорожный мосты через реку Кубань.

### Климат
Среднемесячная температура воздуха в январе от −5° до +15°, в июле от +21°С до +25° С, среднегодовая температура +11.9° С. Абсолютный минимум температур зимой: −36° С. Абсолютный максимум температур летом: +42° С.
Среднегодовая сумма осадков составляет 725 мм. Распределение осадков в году неравномерное. Снежный покров неустойчив. Число дней со снежным покровом: 42. Средняя высота снежного покрова зимой колеблется от 4 до 10 см, максимальная составляет 71 см. Продолжительность отопительного сезона: 149 дней.
Ветровой район характеризуется сравнительно небольшой годовой скоростью ветра 2,5 м/сек. В течение года господствуют ветры восточного и западного направления, что составляет 30 % и северо-восточного и юго-западного — 37 %. Наибольшее число дней с сильным ветром (более 15 м/сек.): 39.
| Показатель                    | Янв. | Фев. | Март | Апр. | Май  | Июнь | Июль | Авг. | Сен. | Окт. | Нояб. | Дек. | Год  |
| ----------------------------- | ---- | ---- | ---- | ---- | ---- | ---- | ---- | ---- | ---- | ---- | ----- | ---- | ---- |
| Средний суточный максимум, °C | 4,5  | 6,7  | 11,8 | 18,6 | 23,9 | 28,2 | 31,1 | 31,4 | 25,6 | 19,0 | 11,2  | 6,4  | 18,6 |
| Средняя температура, °C       | 0,8  | 1,9  | 6,5  | 11,9 | 17,9 | 22,2 | 25,0 | 24,7 | 19,2 | 12,9 | 6,3   | 2,4  | 11,9 |
| Средний суточный минимум, °C  | −1,9 | −1,5 | 2,7  | 7,4  | 12,9 | 17,0 | 19,4 | 18,9 | 13,8 | 8,4  | 2,9   | 0,4  | 7,4  |
| Норма осадков, мм             | 65   | 53   | 65   | 49   | 65   | 80   | 66   | 41   | 51   | 61   | 66    | 69   | 725  |
| Источник: MSN Weather         |      |      |      |      |      |      |      |      |      |      |       |      |      |

## История
В 1888 году старшим нотариусом нотариальной конторы Екатеринодара Феодосием Яблонским были проданы два больших участка земли, расположенных вблизи от железной дороги. Жители, построившие жилые дома на них, стали называть себя яблоновцами.
В 1926 г. в хуторе Яблоновском появилась первая начальная школа, методом народной стройки построена дамба В 1929 году, тем же методом было построено новое школьное здание. В 1930 г. в школе училось 96 учеников. В 1928 году начало строительства Адыгейского консервного комбината (ликвидирован в 2008 г). В 1931 г. он выдал первую продукцию. Его мощность в первые годы работы составляла 17 млн условных банок консервов. Первым директором был Степан Алексеевич Заема, революционер, участник Гражданской войны.
В апреле 1940 г. яблоновцы принимали активное участие в строительстве Шапсугского водохранилища.
27 марта 1958 года решением Краснодарского краевого исполкома совета народных депутатов хутор Яблоновский был соединён с аулами Новым Кошехаблем, Хаджимуковым, Вторым отделением Адыгейского овощного совхоза и получил статус рабочего посёлка 31 декабря 2002 года N 270.
Яблонский имел статус города с 29 ноября 2001 года по 31 декабря 2002 год, но новым указом президента Хазрета Совмена было отменено действие предыдущего указа Аслана Джаримова о преобразовании посёлка в город.

## Население
| 1959    | 1970    | 1979    | 1989    | 2002    | 2010    | 2012    |
| ------- | ------- | ------- | ------- | ------- | ------- | ------- |
| 13 327  | ↗19 518 | ↗23 709 | ↗24 939 | ↗25 063 | ↗26 171 | ↗27 029 |
| 2013    | 2014    | 2015    | 2016    | 2017    | 2018    | 2019    |
| ↗27 792 | ↗28 873 | ↗30 518 | ↗32 039 | ↗33 431 | ↗34 098 | ↗35 639 |
| 2020    | 2021    | 2023    | 2024    |         |         |         |
| ↗38 793 | ↗54 291 | ↗55 801 | ↗56 972 |         |         |         |

Резкий рост населения посёлка после 2010 года тесно связан с развитием города-миллионника Краснодара. Все свободные территории посёлка застроили многоэтажными домами. Привлекательным для людей являлась невысокая стоимость жилья в сравнении с Краснодаром. Также резкий всплеск населения в 2021 году показал существенную недооценку количества новых приезжих в период 2012—2020 годов.
Национальный состав
По данным переписи 2002 года:
- Русские — 72,0 %,
- Адыги (черкесы) — 15,0 %,
- Армяне — 4,6 %,
- Украинцы — 1,9 %,
- Курды — 0,1 %.

По переписи населения 2010 года из 26 171 проживающих в посёлке, 24 456 человек указали свою национальность:
| Национальность  | %     | Численность, чел. |
| --------------- | ----- | ----------------- |
| Русские         | 74,14 | 18 131            |
| Адыги (черкесы) | 13,81 | 3 377             |
| Армяне          | 4,97  | 1 216             |
| Украинцы        | 1,22  | 299               |
| Корейцы         | 1,20  | 294               |
| Татары          | 0,56  | 136               |
| Цыгане          | 0,49  | 119               |
| Греки           | 0,45  | 110               |

По переписи населения 2021 года из 54291 проживающих в посёлке, 44558 человека указали свою национальность:
| Народ           | Численность, чел. | Доля от населения, % |
| --------------- | ----------------- | -------------------- |
| Русские         | 34 475            | 77,37                |
| Адыги (Черкесы) | 5605              | 12,57                |
| Армяне          | 1528              | 3,42                 |
| Украинцы        | 368               | 0,82                 |
| Татары          | 285               | 0,63                 |
| Корейцы         | 212               | 0,47                 |
| Таджики         | 209               | 0,46                 |
| Узбеки          | 187               | 0,42                 |
| Цыгане          | 164               | 0,37                 |
| Азербайджанцы   | 163               | 0,37                 |
| Чеченцы         | 109               | 0,24                 |
| Грузины         | 109               | 0,24                 |

## Инфраструктура
Население обслуживают три отделения Почты России, два отделения Сбербанка России. Имеются детская и взрослая поликлиники, женская консультация, стационар дневного пребывания, спортивный комплекс «Кинг», стадион.
В посёлке работает четыре учреждения дошкольного образования, пять школ среднего образования и филиал Майкопского государственного технологического университета. Есть две православные церкви и одна мечеть.
В посёлке находится дом культуры «Факел», культурно-досуговый центр, четыре детских сада, Яблоновская средняя школа № 3, № 5, № 28.

### Дороги
Через посёлок проходит федеральная автомобильная трасса A-146 Краснодар — Новороссийск. Длина дороги А-146 составляет 149 км. Большинство дорог в посёлке находятся в удовлетворительном состоянии. В мае 2012 года было обновлено асфальтное покрытие на Яблоновском мосту.
17 июня 2023 года был сдан в эксплуатацию новый Яблоновский мост, запущено движение автомобилей по 4 полосам, пешеходов и велосипедистов на выделенной дорожке.

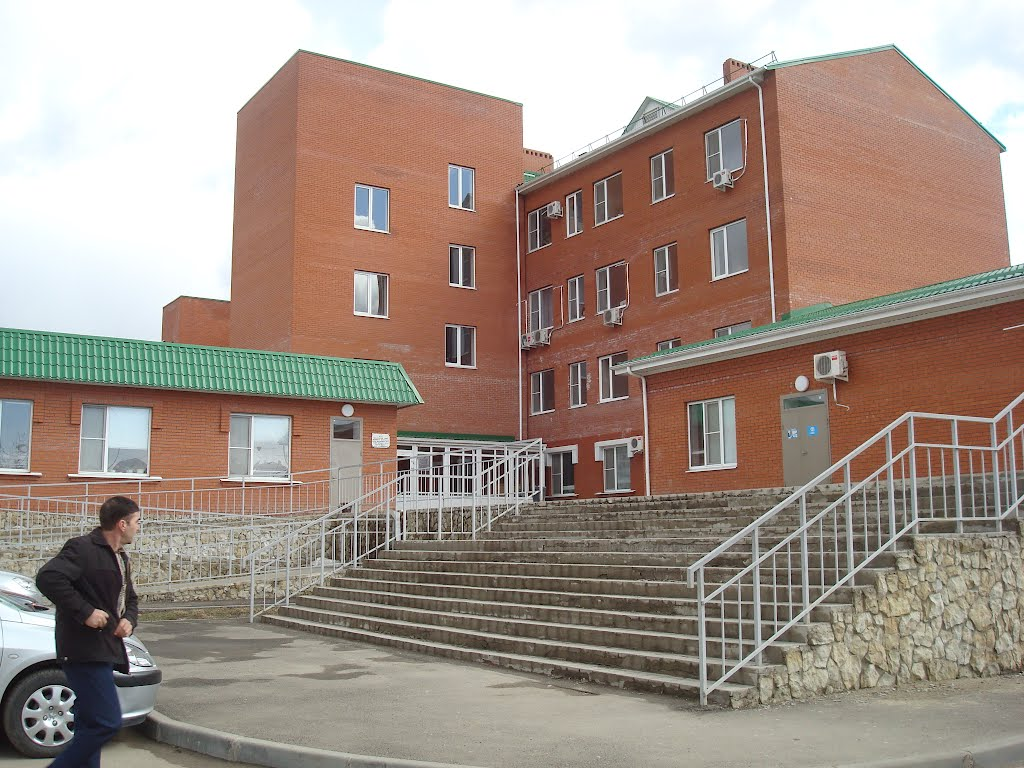
Поликлиника

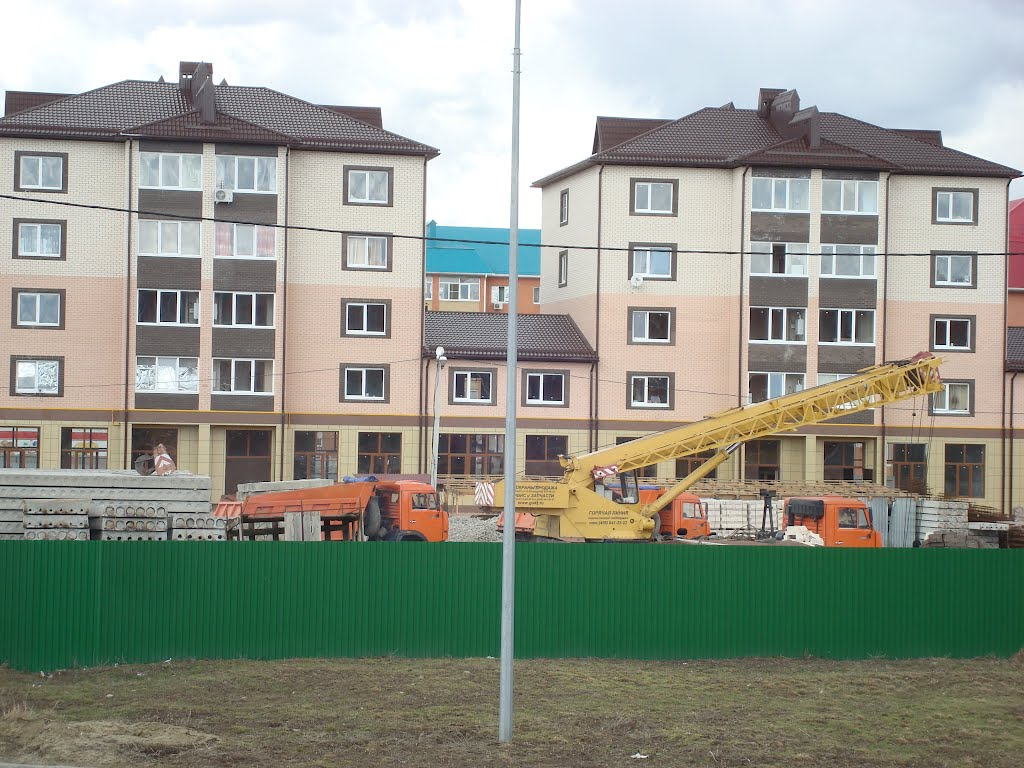
Новостройки

### Транспорт
Основой транспортной системы посёлка являются маршрутные такси, а также автобусные маршруты. Существует несколько таксомоторных предприятий, а также частные извозчики. Пассажирский автомобильный транспорт курсирует в Краснодар, Энем, Тахтамукай, Майкоп, Адыгейск.
Имеется железнодорожная платформа Кубань Северо-Кавказской железной дороги, через которую проходят электропоезда в Горячий Ключ и Новороссийск.

## Экономика
В экономике наблюдаются разнонаправленные тенденции, которые главным образом обусловлены соседством с городом Краснодаром. Благодаря близкому расположению к крупнейшему в ЮФО Краснодарскому автомобильному рынку активно инвестирует компания «Юг-Авто», которая на Краснодарской улице построила автомобильную деревню, состоящую из автодилерских предприятий Honda, Peugeot, Volkswagen, Skoda. Всё это обеспечило создание несколько сотен рабочих мест, а также увеличение поступлений в местный бюджет.
Большинство жителей работает на предприятиях Краснодара. Адыгейский консервный комбинат в 2008 году прекратил своё существование, на его месте проектируется строительство многоквартирных домов, школ, детских садов. Некоторые предприятия Краснодара выносят офисы и производство.
Промышленность
В посёлке работают:
- предприятие «Пластиктрейд», производство полимерных материалов;
- научно-производственное предприятие «Роснефтегазинструмент», оборудование для нефтяных и газовых скважин;
- предприятие «Формика-Юг», производство полиэтилена для пищевой промышленности;
- предприятие «Компаньон», строительство сооружений связи;
- предприятие «Индекс-Стройтех», производство товарного бетона.